# Мошни (Кировская область)
Мошни — деревня в Фалёнском районе Кировской области. 

## География
Находится на левобережье реки Чепца на расстоянии примерно 2 километра по прямой на восток-юго-восток от районного центра поселка Фалёнки.

## История
Изначально Верхочепецким Крестовоздвиженским монастырем в конце XVII века был основан починок Над Светицей рекою Мошенкиных (Мошенины, позднее Мошонкины – первопоселенцы починка). В 1727 году отмечено 20 жителей мужского пола. В 1763 году учтено 29 жителей. В 1873 году отмечено дворов 10 и жителей 113, в 1905 26 и 197, в 1926  34 и 193, в 1950 54 и 161. В 1989 году учтено 25 жителей. В 1950-е годы работала местная гидроэлектростанция, льнозавод, была молочная ферма, небольшой сельский клуб. Ныне имеет дачный характер. До 2020 года входила в Фалёнское городское поселение, ныне непосредственно в составе Фалёнского района.

## Население
Постоянное население  составляло 21 человек (русские 100%) в 2002 году, 14 в 2010.